# 新奥沢駅
新奥沢駅（しんおくさわえき）は、かつて東京府東京市世田谷区東玉川町（現・東京都世田谷区東玉川二丁目）にあった目黒蒲田電鉄（現・東急電鉄）新奥沢線の駅（廃駅）である。新奥沢線の終着駅であった。

## 歴史
- 1928年（昭和3年）10月5日 池上電気鉄道雪ヶ谷（現・雪が谷大塚） - 当駅間開業に伴い、終着駅として開業[2][3]。
- 1934年（昭和9年）10月1日 目黒蒲田電鉄に統合。同社の駅となる[3]。
- 1935年（昭和10年）11月1日 雪ヶ谷 - 当駅間廃止に伴い廃止[3][4]。

## 駅構造
単式ホーム1面1線の地上駅であり、小さな駅舎があった。

## 駅周辺
駅前には広場と商店街があり、当駅ホームの裏手には原っぱがあった。
- 東京都道311号環状八号線（環八通り）
- 東京都道426号上馬奥沢線（自由通り）
- 大田区立田園調布中学校

## 廃止後の現状
環八通りに繋がる都道311号線沿いに、当駅跡を示す石碑が建てられている。なお、当駅跡地は住宅地となっており、痕跡を見つけることはできない。

## 隣の駅
目黒蒲田電鉄
新奥沢線
諏訪分駅 - 新奥沢駅